# 미르체아 루체스쿠
미르체아 루체스쿠(루마니아어: Mircea Lucescu, 1945년 7월 19일 ~ )는 루마니아의 전직 축구 선수이자 현직 축구 감독이다. 퍼거슨경에 이어 36회로 역대 감독중 두번째로 우승컵을 많이 들어올렸다.(퍼거슨경은 49회) 그의 아들인 러즈반 루체스쿠도 전직 축구 선수이자 현재 디나모 키예프의 감독이다.

## 수상

### 선수
디나모 부쿠레슈티
- 리가 I (7): 1963–64, 1964–65, 1970–71, 1972–73, 1974–75, 1976–77, 1989–90
- 쿠파 로므니에이 (7): 1968

코르비눌 후네도아라
- 리가 II (1): 1979–80

### 감독
코르비눌 후네도아라
- 리가 II (1): 1979–80

디나모 부쿠레슈티
- 리가 I (1): 1989–90
- 쿠파 로므니에이 (2): 1985–86, 1989–90

브레시아
- 세리에 B (1): 1991–92
- 앵글로-이탈리안컵 (1): 1993–94

라피드 부쿠레슈티
- 리가 I (1): 1998–99
- 쿠파 로므니에이 (1): 1997–98
- 수페르쿠파 로므니에이 (1): 1999

갈라타사라이
- 쉬페르리그 (1): 2001–02
- UEFA 슈퍼컵 (1): 2000

베식타시
- 쉬페르리그 (1): 2002–03

샤흐타르 도네츠크
- 우크라이나 프리미어리그 (8): 2004–05, 2005–06, 2007–08, 2009–10, 2010–11, 2011–12, 2012–13, 2013–14
- 우크라이나 컵 (5): 2003–04, 2007–08, 2010–11, 2011–12, 2012–13
- 우크라이나 슈퍼컵 (6): 2005, 2008, 2010, 2012, 2013, 2014
- UEFA 유로파리그 (1): 2008–09